# Volkskünstler Vietnams
Volkskünstler Vietnams (vietnamesisch Nghệ sĩ nhân dân, NSND) ist ein Ehrentitel, der vom vietnamesischen Staat an Einzelpersonen für besondere Verdienste in einem der Bereiche der Darstellenden Kunst verliehen wird. Die Grundlage für die Verleihung des Titels bildet das Gesetz über sozialistischen Wettbewerb und staatliche Auszeichnungen. In der Darstellenden Kunst gilt „Volkskünstler Vietnams“ als die höchste nationale Auszeichnung. Sie ist analog zu dem in Russland vergebenen Titel des Volkskünstlers der Russischen Föderation zu sehen.